# Kalakanlaagte
De Kalakanlaagte of Kalakandepressie (Russisch: Калаканская впадина; Kalakanski vpadina) is een laagland of depressie in het Russische Verre Oosten, in het noorden van de Russische kraj Transbaikal. Het laagland is vernoemd naar de rivier de Kalakan en ligt tussen de bergrug Jankan in het noorden en het Kalakangebergte in het zuiden. Het laagland bestaat uit twee delen: Rond de rivier de Akoe in het westen en rond de Kalakan zelf in het oosten. De laagte loopt in oost-noordoostelijke richting van de monding van de rivier de Toendak tot de monding van de rivier de Rassypnaja. De laagte meet 36 kilometer bij een breedte die varieert tussen de 1 en de 7 kilometer.

## Geologie
De Kalakanlaagte is gevuld met sedimentaire en basaltoïde formaties uit de periode Boven-Jura-Krijt, die bedekt worden door dunne lagen Cenozoïsche continentale sedimenten. De laagte werd gevormd in het Mesozoïcum met verdere vorming in het Neogeen en het Kwartair.

## Hydrografie en landschap
De laagste delen van de Kalakanlaagte zijn het dal van de Kalakan en de mondingen van zijn zijrivieren met geregistreerde waterniveaus van 640 tot 705 meter. De belangrijkste landschapstypen zijn bergtaiga met dwergberken en madelanden.